# Adalbert Herwig

Adalbert Herwig

Adalbert Herwig (* 5. April 1901 in Allendorf; † 17. Juni 1961 in Weende), Landarbeiter, war ein hoher SA-Funktionär und von der Parteiführung zum Mitglied des Reichstages der NSDAP bestimmt worden.

## Leben
In seiner Jugend besuchte Herwig die Volks- und Handelsschule. Von 1919 bis 1921 gehörte er dem Jägerkorps von Chappuis und dem Reserve-Jäger-Bataillon 11 (Marburg) an, mit denen er sich an den Kämpfen 1919/20 im Rheinland und in Oberschlesien beteiligte. In den folgenden Jahren war er in „der Holzbranche“ tätig, bevor er seinen Lebensunterhalt ab 1927 als Landarbeiter bestritt.
Nachdem er bereits seit 1922 verschiedenen Wehrverbänden (u. a. dem Wehrwolf) angehört hatte, trat Herwig zum 1. August 1930 in die NSDAP ein (Mitgliedsnummer 334.990), in der er mit der Zeit verschiedene Funktionen übernahm (unter anderem als Gauamtsleiter und Gaugeschäftsführer des Gaus Ost-Hannover). Etwa zur selben Zeit trat er in die SA ein, in der er zum Standartenführer (8. April 1931) und schließlich, als Führer der SA-Brigade 59 (Oberharz), zum Brigadeführer befördert wurde.
Vom März 1933 bis zum Mai 1945 saß Herwig als Abgeordneter der NSDAP im Reichstag, in dem er den Wahlkreis 15 (Osthannover) vertrat. Vom 1. Dezember 1936 bis 1942 amtierte er als Bürgermeister der Kleinstadt Otterndorf. Danach war Herwig von 1939 bis 1945 Bürgermeister der Kreisstadt Grätz im Reichsgau Wartheland.